# Baldwin Park (Kalifornien)
Baldwin Park ist eine Stadt im Los Angeles County im US-Bundesstaat Kalifornien, Vereinigte Staaten, mit 72.176 Einwohnern (Stand: 2020).

## Lage
Die geographischen Koordinaten von Baldwin Park sind: 34,08° Nord, 117,97° West. Es liegt innerhalb des Los Angeles County im San Gabriel Valley. Baldwin Park grenzt an Avocado Heights, El Monte, Industry, Irwindale, Vincent, West Covina und West Puente Valley. Baldwin Park hat eine Fläche von 17,6 km².

## Bevölkerung
Laut der Volkszählung 2000 waren 78,7 % der 75.753 Einwohner Latinos. 67 % der Bewohner von Baldwin Park stammen aus Mexiko. 45,7 % wurden außerhalb der USA geboren. Das Medianalter betrug 2000 25 Jahre.

## Geschichte
Das Land war ursprünglich Teil des Besitzes der San Gabriel Mission. Nach der Säkularisierung gehörte das Gebiet des heutigen Baldwin Park zu zwei Ranchos, der  Rancho Azusa de Dalton and the Rancho La Puente. Um 1860 begann sich im Norden des heutigen Baldwin Park eine landwirtschaftliche Siedlung namens Pleasant View zu bilden. Der Ort änderte 1880 den Namen in Vineland. 1906 einigten sich die Bewohner mit Elias Jackson Baldwin, dass er auf die Gründung von „Baldwinville“ verzichtet und der Ort den Namen Baldwin Park annimmt. 1956 wurde Baldwin Park zur Stadt erhoben.
In Baldwin Park eröffnete 1948 das erste Restaurant der Fastfood-Kette In-N-Out Burger. Das Originalrestaurant wurde zwar abgerissen, es besteht aber heute wieder ein Nachbau des Originalrestaurants.

## Persönlichkeiten
- Sebastian Lara (* 2002), Volleyballspieler
- Kaiya Jota (* 2006), philippinische Fußballspielerin